# Centrum Paraple

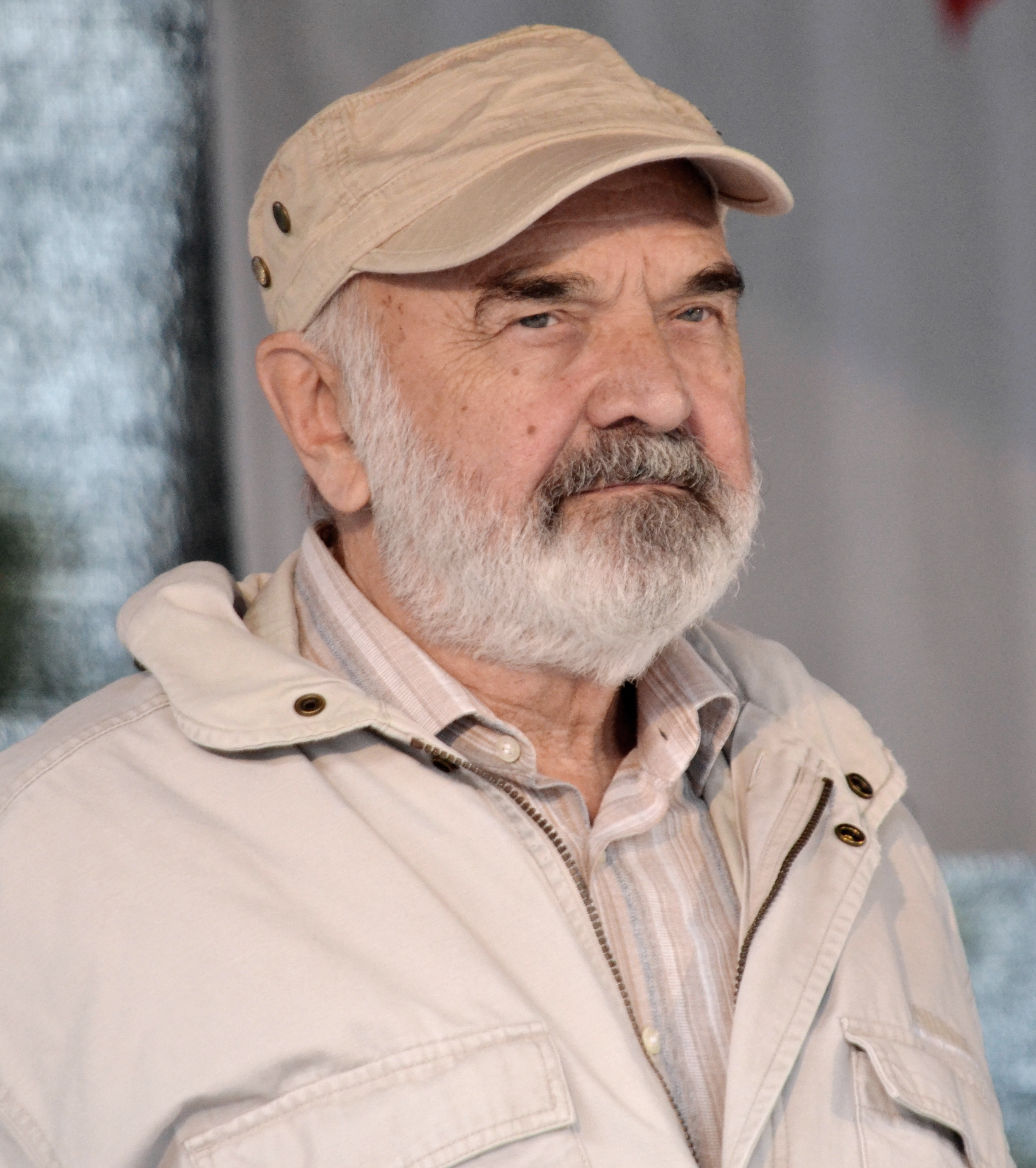
Zdeněk Svěrák otevřel Centrum Paraple společně s občanským sdružením Svaz Paraplegiků v roce 1994.

Centrum Paraple je česká obecně prospěšná společnost. Její činností je pomoc lidem ochrnutým po poškození míchy následkem úrazu nebo onemocnění v průběhu života a jejich rodinám. Pomoc centra ročně využije kolem 1500 paraplegiků (vozíčkářů).

## Poslání
Pomáhat lidem po poranění míchy ve věku od 15 let žijícím na území České republiky uskutečnit změnu ve svém dosavadním fungování a nastavení tak, aby se v jejich životě vyrovnaly příležitosti běžné pro jejich vrstevníky bez znevýhodnění. Klienty podporovat v jejich seberealizaci krátce po úrazu i v průběhu dalšího života.
Hlavní služba, pobytová sociální rehabilitace, je komplexně propracovaný systém péče, pomoci, podpory a terapeutického působení multidisciplinárního týmu, jehož členové užívají při práci s klienty metody dle svého profesionálního uvážení a odbornosti. Je poskytována v třítýdenních cyklech a při spolupráci s klienty vychází z jejich individuálních potřeb, s důrazem na lidskou důstojnost, aktivní přístup a osobní zodpovědnost. Každý rok služby využije více než 1400 klientů.

## Historie
- 17. prosince 1993 – krizová schůzka přátel a podporovatelů centra a zástupců Svazu paraplegiků. Cíl – najít vhodné prostory a vybudovat centrum pro poskytování pomoci lidem s poškozením míchy. Své přátele Olgu Havlovou, Zdeňka Svěráka a další přivedl jeden ze zakladatelů Svazu paraplegiků, Jan Kašpar. Zdeněk Svěrák nabídl pomoc a navrhl centrum pojmenovat Centrum Paraple.
- 17. května 1994 - Zdeněk Svěrák s Českou televizí uvedli na podporu Centra Paraple první Dobročinnou akademii. Pořad byl v letech 1994 – 2014 vysílán každoročně.
- říjen 1994: Zdeněk Svěrák společně s občanským sdružením Svaz paraplegiků otevřel Centrum Paraple v pronajaté čtvrtině budovy bývalých jeslí v Ovčárské ulici v Praze 10.
- 1994 – 2000 poskytovalo Centrum Paraple poradenské služby lidem na vozíku s poškozením míchy a jejich rodinám. Dále poskytovalo ambulantní sociální rehabilitaci, umožňovalo stáže a praxe studentům fyzioterapie, ergoterapie a sociální práce. Pořádalo v pronajatých zařízeních mimo Prahu týdenní instruktážní sociálně rehabilitační pobyty pro nové klienty s poškozením míchy. Začalo pořádat také instruktážní sportovní pobyty. Společně se Svazem paraplegiků a s podporou Ministerstva zdravotnictví a Vojtova centra v Římě pořádalo mezinárodní konference na téma léčení a rehabilitace lidí po poškození míchy.
- 1998 – Svaz paraplegiků získal budovu do vlastnictví.
- 13. února 2001 -  slavnostní otevření rekonstruované budovy. Během následujících několika měsíců byla uváděna do plného provozu. Kromě ambulantních služeb začali klienti Centra Paraple využívat nejprve týdenní, později zejména 2 – 3 týdenní sociálně rehabilitační pobyty v budově centra. Činnost se dále rozšiřovala o počítačové kurzy, program Máma, táta na vozíku a kurz Zdravý životní styl.
- 6. března 2002 – V Centru Paraple se uskutečnilo jednání za účasti zástupců Ministerstva zdravotnictví ČR, zástupců zdravotnických zařízení, zástupců Svazu paraplegiků a Vládního výboru pro zdravotně postižené občany na téma přijetí spinálního programu a otevření spinálních jednotek, specializovaných na léčení pacientů s poškozením míchy. V červnu 2002 Ministerstvo zdravotnictví rozhodlo o zřízení dalších 3 spinálních jednotek k již existující SJ v Brně.
- 2009 – Uskutečnila se přístavba budovy Centra Paraple – přistavěno bylo křídlo budovy s další ubytovací kapacitou, velkou tělocvičnou, sklady, dílnou, počítačovou učebnou a dalšími prostorami.
- duben 2010 – slavnostní otevření přístavby
- srpen 2010 – Zdeněk Svěrák a Svaz paraplegiků založili obecně prospěšnou společnost Centrum Paraple se samostatnou právní subjektivitou.
- březen 2016 – Ředitelem Centra Paraple se stal David Lukeš (od r. 2010 člen jeho správní rady).

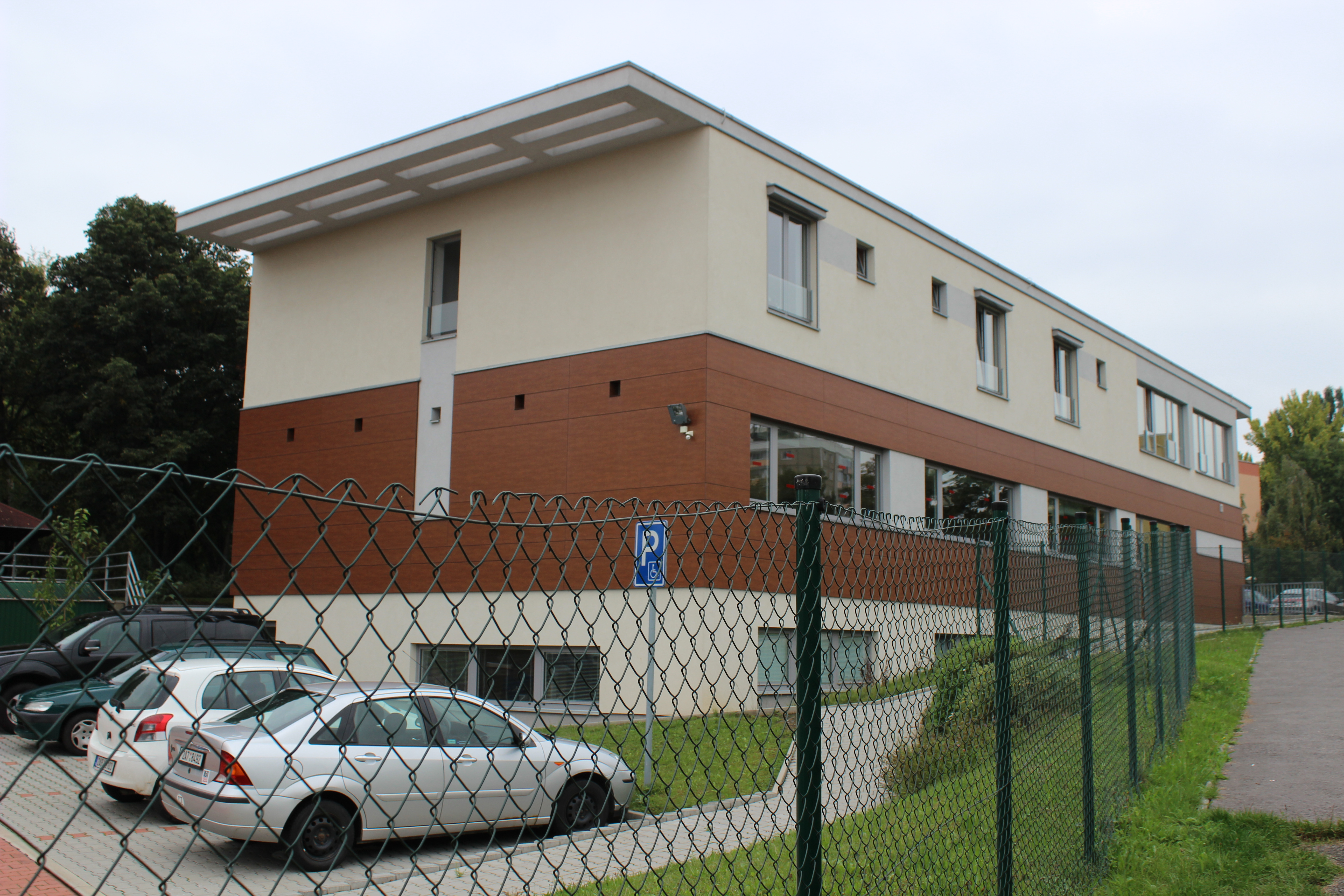
Budova

## Činnost
Centrum zajišťuje celodenní péči a odbornou terapeutickou pomoc. Poskytuje vozíčkářům multidisciplinární služby: fyzioterapii;ergoterapii; psychoterapii; zdravotní, ošetřovatelskou a asistenční péči; sportovní terapii; služby sociálního pracovníka.
Dále připravuje programy a kurzy: Máma, táta na vozíku, Zdravý životní styl, Sportovní kurzy, Vzdělávací kurzy, Výtvarné kurzy, Poradenství, Půjčovna pomůcek, Servis vozíků.
Rovněž organizuje několik akcí pro veřejnost:
- Běh pro Paraple – benefiční sportovně společenská akce, pořádána každoročně v červnu od roku 2000.[3] Hlavním programem jsou závody dvojic dospělých i dětí v běhu na 100 m. Součástí je také doprovodný program.

- Dobročinná akademie – pořad Zdeňka Svěráka ve prospěch centra, ve kterém žádá diváky a posluchače o podporu činnosti centra. Vysílá jej v přímém přenosu Česká televize (od roku 1994)[4] a Český rozhlas (od roku 2002). Vystupují v něm herci, zpěváci a další osobnosti veřejného a kulturního života.
- Golfový turnaj – centrum pravidelně otevírá golfovou sezonu vlastním turnajem.[5]
- Aukce pro Paraple
- Sejdeme se na zahradě
- SCIday
- účast StarDance